# Michèle Morgan
Michèle Morgan, nome d'arte di Simone Renée Roussel (Neuilly-sur-Seine, 29 febbraio 1920 – Neuilly-sur-Seine, 20 dicembre 2016), è stata un'attrice francese.

## Biografia
Nata in una famiglia benestante e prima dei quattro figli (lei, i fratelli minori Paul e Pierre e la sorella Hélène), di Louis Roussel, capo del dipartimento di una ditta estera di esportazione di profumi, e di Georgette Pavot, casalinga. 
A 15 anni lasciò la casa dei genitori (il padre, dopo la crisi del 1929, perdette il lavoro e faticava a mantenere la famiglia) per andare a vivere assieme al fratello dai nonni a Neuilly, e l'anno successivo frequentò le lezioni di recitazione di René Simon. Dopo il debutto con piccoli ruoli non accreditati, nel 1937 arrivò la prima grande occasione grazie al film Il caso del giurato Morestan, seguito l'anno successivo da Delirio (1938), entrambi diretti da Marc Allégret.

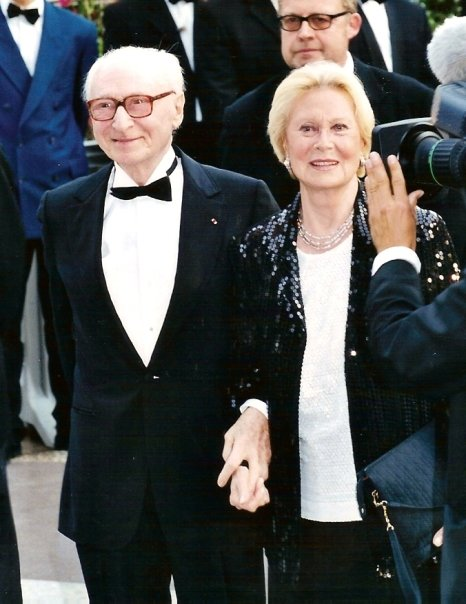
Michèle Morgan con il compagno Gérard Oury nel 2001

I film successivi riscossero un enorme successo sia di pubblico che di critica. Dello stesso anno è un altro film entrato nella storia del cinema Il porto delle nebbie diretto da Marcel Carné. I dialoghi di questo film furono affidati a Jacques Prévert, il quale - ispirandosi ai suoi occhi azzurri e al suo sguardo enigmatico e per certi versi affine a quello di Greta Garbo - farà dire al protagonista Jean Gabin la famosa frase "T'as d'beaux yeux, tu sais" (Hai degli occhi meravigliosi, lo sai?). Allo scoppio della guerra, nel settembre del 1939, al termine delle riprese del film Tempesta, entrambi lasceranno la Francia per andare a Hollywood. L'attrice venne scritturata dalla casa di produzione RKO con un contratto settennale, ma la sua carriera americana non decollò mai.
Nel 1942 sposò l'attore statunitense William Marshall dal quale nel 1944 ebbe un figlio, Michael (morto nel 2005), e da cui divorziò nel 1948. Marshall si sarebbe in seguito risposato con l'attrice Micheline Presle. Nel 1950 la Morgan si risposò con l'attore francese Henri Vidal, al fianco del quale rimase fino alla prematura morte di lui, sopravvenuta nel 1959. Dall'inizio degli anni sessanta fu sentimentalmente legata all'attore e regista Gérard Oury, fino alla morte di lui nel 2006.
Nel 1944 commissionò a un architetto la famosa casa di Los Angeles al numero 10050 di Cielo Drive, dove visse durante il suo periodo hollywoodiano, e che in seguito divenne tragicamente famosa per essere stata il luogo dell'omicidio, nel 1969, dell'attrice Sharon Tate e di altre 4 persone a opera degli adepti di Charles Manson.
Morì il 20 dicembre 2016 all'età di 96 anni.

## Carriera cinematografica

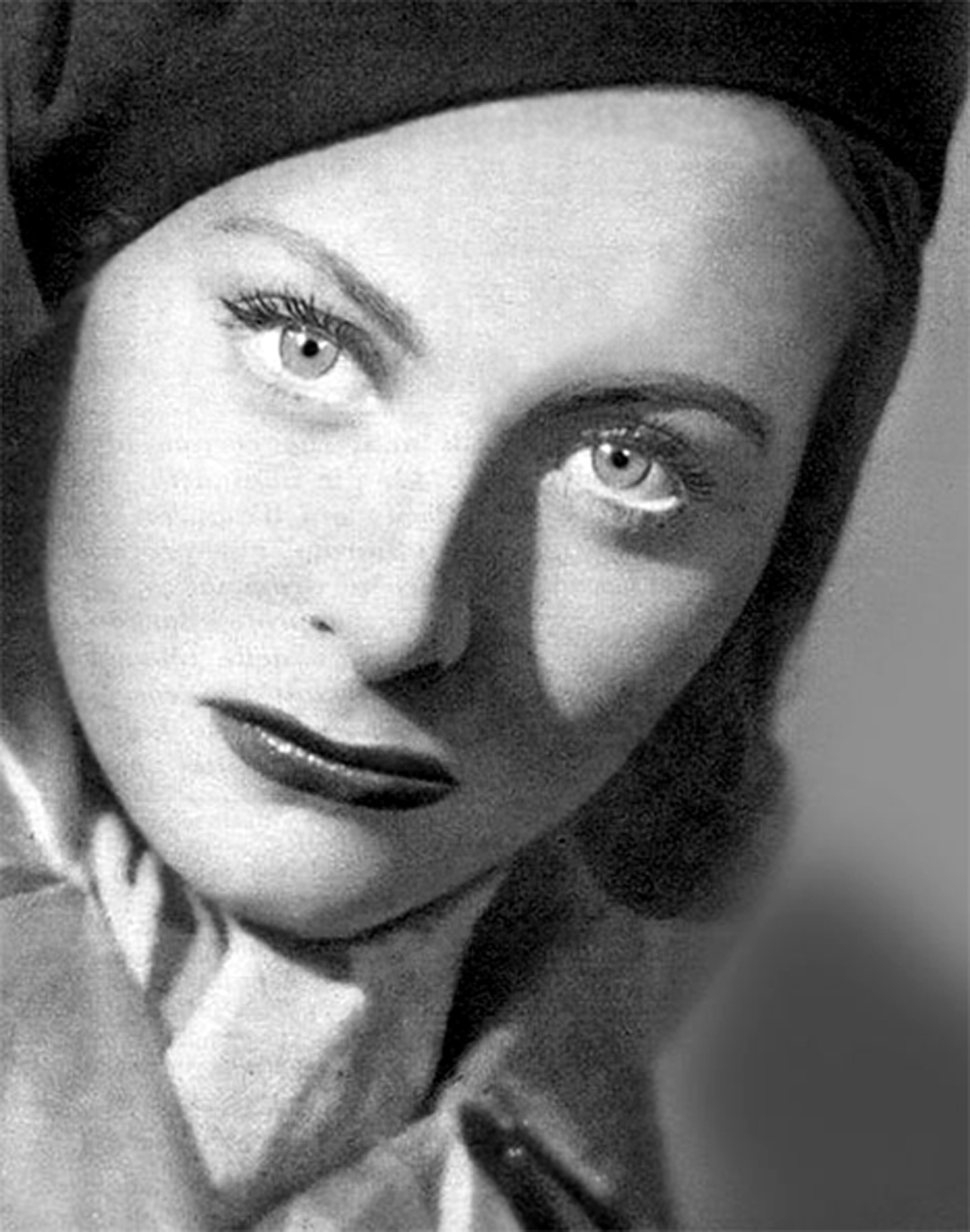
Michèle Morgan nel 1951

Elegante e di luminosa bellezza, si impose all'attenzione del grande pubblico con Il porto delle nebbie (1938), capolavoro di Marcel Carné interpretato al fianco di Jean Gabin. Per la sua interpretazione nel film Sinfonia pastorale (1946) di Jean Delannoy vinse il premio per la migliore interpretazione femminile al Festival di Cannes.
Nel 1941 girò un provino per Alfred Hitchcock, che stava cercando la protagonista per il film Il sospetto, ma non venne prescelta poiché il suo inglese era ancora insufficiente. L'anno successivo la Morgan fu una delle attrici prese in considerazione dal produttore Hal B. Wallis per il ruolo di protagonista femminile in Casablanca, ruolo che andò poi a Ingrid Bergman. Alcuni anni più tardi la Morgan si rifiuterà di girare sia Johnny Belinda (1948) nel ruolo per cui Jane Wyman conquisterà il premio Oscar alla miglior attrice, sia, in seguito, La notte (1961) di Michelangelo Antonioni.
Tra le sue interpretazioni in film in lingua inglese, da ricordare L'ora del destino (1942) con Paul Henreid, Il giuramento dei forzati (1944), al fianco di Humphrey Bogart, Incatenata (1946), con Robert Cummings, e Idolo infranto (1948) con Ralph Richardson. Rientrata in patria, continuò a lavorare in melodrammi o in pellicole del genere noir, e negli anni cinquanta fu eletta per ben due volte l'attrice francese più popolare, ma, con la nouvelle vague, venne ignorata dalla nuova generazione di registi e dopo aver girato Benjamin ovvero le avventure di un adolescente (1968), si ritirò dalle scene per dedicarsi alla pittura. Tornò occasionalmente davanti alla macchina da presa, pare solo per l'insistenza dei registi che la chiamarono.
Nel 1969 il governo francese le conferì il titolo di Cavaliere della Legion d'onore mentre nel 2009 fu elevata al rango di Grande Ufficiale dello stesso ordine. Nel 1971 presiedette la giuria del Festival di Cannes. Pubblicò nel 1977 un libro di memorie intitolato Avec ces yeux-là, riprendendo la celebre battuta pronunciata da Jean Gabin nel film Il porto delle nebbie.
Per timore di recitare davanti al pubblico, l'attrice non intraprese alcuna carriera teatrale fino ai tardi anni settanta, quando apparve al Théâtre du Palais-Royal per la messa in scena della pièce Le Tout pour le tout, di Françoise Dorin. Nel 1992 ottenne il Premio César alla carriera. Per il suo contributo all'industria cinematografica, Michèle Morgan ha una stella nella Hollywood Walk of Fame al 1645 Vine Street.

## Filmografia

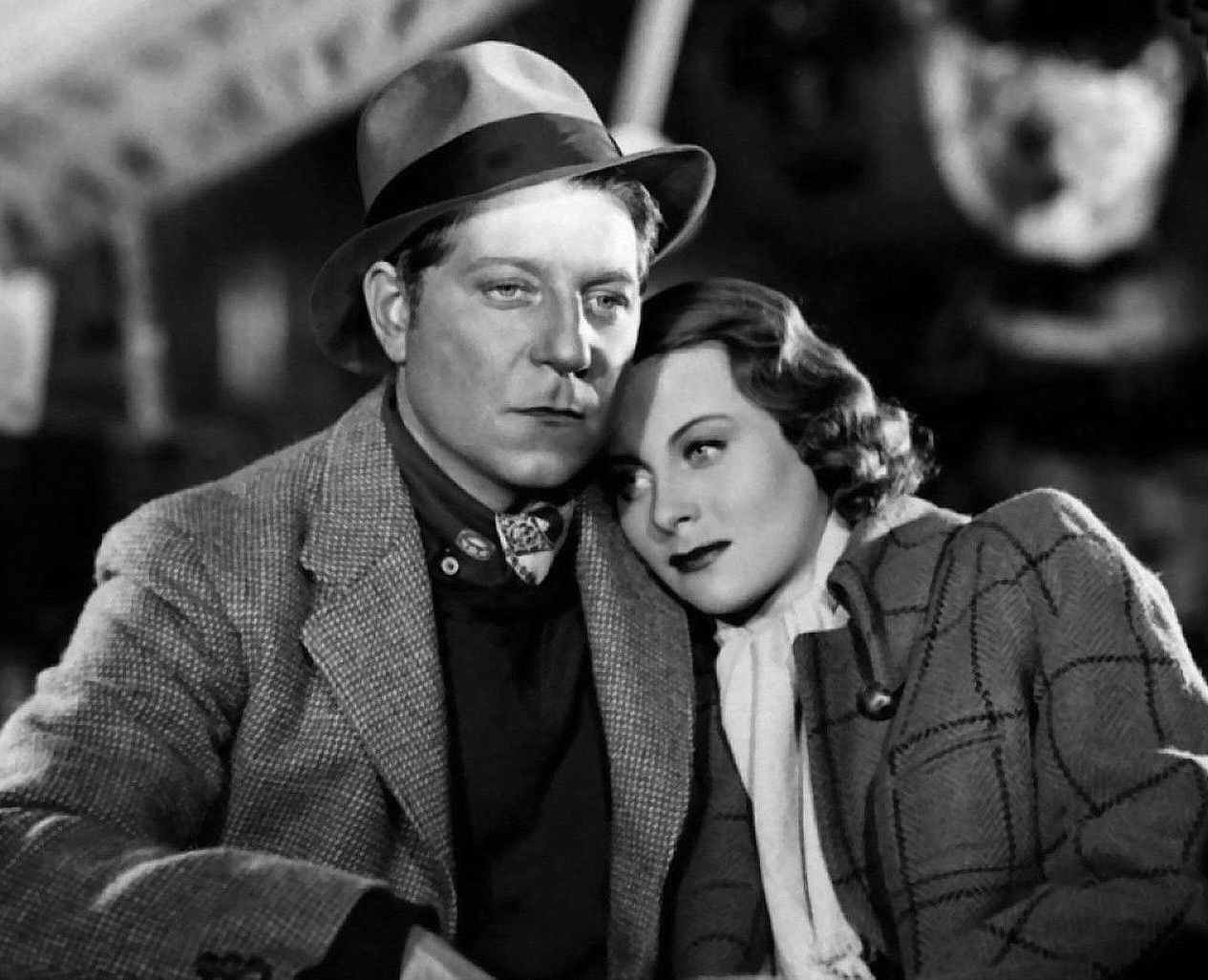
Al fianco di Jean Gabin in Il porto delle nebbie (1938)

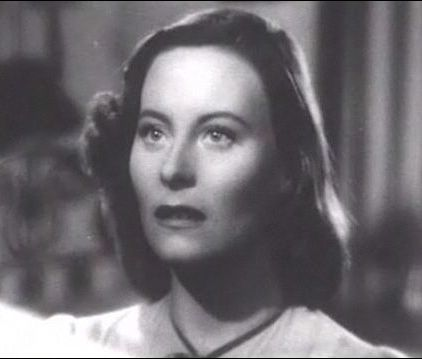
L'ora del destino (1942)

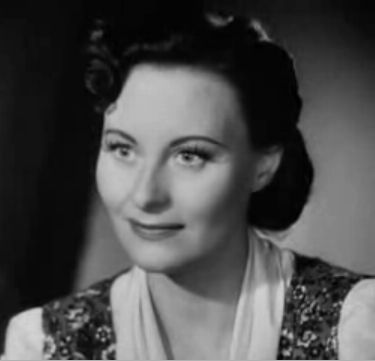
Il giuramento dei forzati (1944)

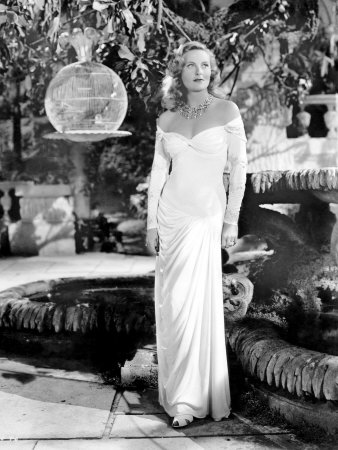
Incatenata (1946)

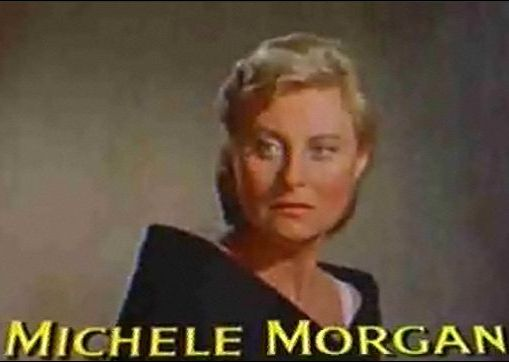
I clandestini della frontiera (1957)

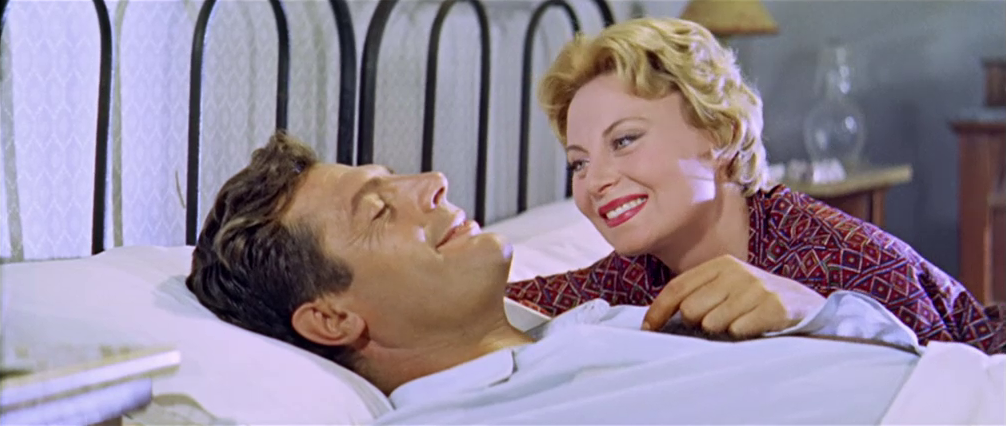
Con Marcello Mastroianni in Racconti d'estate (1958)

Michèle Morgan è la Contessa de Clairefons nel film Né onore né gloria

- Otto cani in cerca di padrona (Mademoiselle Mozart), regia di Yvan Noé (1936)
- Viva la gloria (La vie parisienne), regia di Robert Siodmak (1936)
- Una ragazza intraprendente (Une fille à papa), regia di René Guissart (1936)
- Raggio di sole (Le mioche), regia di Léonide Moguy (1936)
- Mes tantes et moi, regia di Yvan Noé (1937)
- Gigolette, regia di Yvan Noé (1937)
- Il caso del giurato Morestan (Gribouille), regia di Marc Allégret (1937)
- Delirio (Orage), regia di Marc Allégret (1938)
- Il porto delle nebbie (Le quai des brumes), regia di Marcel Carné (1938)
- L'isola dei coralli (Le récif de corail), regia di Maurice Gleize (1939)
- Senza domani (L'entraîneuse), regia di Albert Valentin (1939)
- La legge del nord (La loi du nord), regia di Jacques Feyder (1939)
- Melodie celesti (Les musiciens du ciel), regia di Georges Lacombe (1940)
- Tempesta (Remorques), regia di Jean Grémillon (1940)
- L'ora del destino (Joan of Paris), regia di Robert Stevenson (1942)
- Untel père et fils, regia di Julien Duvivier (1943)
- Incontro all'alba (Two Tickets to London), regia di Edwin L. Marin (1943)
- Il denaro non è tutto (Higher and Higher), regia di Tim Whelan (1943)
- Il giuramento dei forzati (Passage to Marseille), regia di Michael Curtiz (1944)
- Sinfonia pastorale (La symphonie pastorale), regia di Jean Delannoy (1946)
- Incatenata (The Chase), regia di Arthur Ripley (1946)
- Idolo infranto (The Fallen Idol), regia di Carol Reed (1948)
- Con gli occhi del ricordo (Aux yeux du souvenir), regia di Jean Delannoy (1948)
- Fabiola, regia di Alessandro Blasetti (1949)
- Maria Chapdelaine, regia di Marc Allégret (1950)
- L'amante di una notte (Le château de verre), regia di René Clément (1950)
- Anime incatenate (La belle que voilà), regia di Jean-Paul Le Chanois (1951)
- Maternità proibita (L'étrange Mme X), regia di Jean Grémillon (1951)
- I sette peccati capitali - episodio La superbia - regia di Claude Autant-Lara (1952)
- L'ora della verità (La minute de vérité), regia di Jean Delannoy (1952)
- Gli orgogliosi (Les orgueilleux), regia di Yves Allégret (1953)
- Destini di donne (Destinées), regia di Christian-Jaque e Jean Delannoy (1954)
- Domanda di grazia (Obsession), regia di Jean Delannoy (1954)
- Oasi (Oasis), regia di Yves Allegret (1955)
- Napoleone Bonaparte (Napoléon), regia di Sacha Guitry (1955)
- Grandi manovre (Les grandes manoeuvres), regia di René Clair (1955)
- Margherita della notte (Marguerite de la nuit), regia di Claude Autant-Lara (1955)
- Maria Antonietta regina di Francia (Marie-Antoinette reine de France), regia di Jean Delannoy (1956)
- I clandestini della frontiera (The Vintage), regia di Jeffrey Hayden (1957)
- Delitto sulla Costa Azzurra (Retour de manivelle), regia di Denys de La Patellière (1957)
- Lo specchio a due facce (Le miroir à deux faces), regia di André Cayatte (1958)
- Il sapore di Parigi (Maxime), regia di Henri Verneuil (1958)
- Racconti d'estate, regia di Gianni Franciolini (1958)
- Perché sei arrivato così tardi? (Pourquoi viens-tu si tard?), regia di Henri Decoin (1959)
- Vacanze d'inverno, regia di Camillo Mastrocinque (1959)
- Grand Hotel (Menschen im Hotel), regia di Gottfried Reinhardt (1959)
- Sesso e alcool (Les scélérats), regia di Robert Hossein (1960)
- S.O.S. operazione Fortunat (Fortunat), regia di Alex Joffé (1960)
- I leoni scatenati (Les lions sont lâchés), regia di Henri Verneuil (1961)
- Il pozzo delle tre verità (Le puits aux trois vérités), regia di François Villiers (1961)
- Poker col diavolo (Rencontres), regia di Philippe Agostini (1962)
- Il delitto non paga (Le crime ne paie pas), regia di Gérard Oury (1962)
- Landru, regia di Claude Chabrol (1962)
- Il fornaretto di Venezia, regia di Duccio Tessari (1963)
- La finestra della morte (Constance aux enfers), regia di François Villiers (1963)
- Chi vuol dormire nel mio letto? (Méfiez-vous, mesdames!), regia di André Hunebelle (1963)
- La dolce pelle di Yvonne (Les pas perdus), regia di Jacques Robin (1964)
- Nuda per un delitto (Les yeux cernés), regia di Robert Hossein (1964)
- Dis-moi qui tuer, regia di Étienne Périer (1965)
- Né onore né gloria (Lost Command), regia di Mark Robson (1966)
- Benjamin ovvero le avventure di un adolescente (Benjamin ou Les mémoires d'un puceau), regia di Michel Deville (1968)
- Il gatto, il topo, la paura e l'amore (Le chat et la souris), regia di Claude Lelouch (1975)
- Agenzia matrimoniale A (Robert et Robert), regia di Claude Lelouch (1978) (non accreditata)
- Un uomo, una donna oggi (Une homme et une femme : 20 ans déjà), regia di Claude Lelouch (1986) (non accreditata)
- Stanno tutti bene, regia di Giuseppe Tornatore (1990)

## Doppiatrici italiane
Nelle versioni in italiano dei suoi film, Michèle Morgan è stata doppiata da:
- Lydia Simoneschi in Il giuramento dei forzati, Idolo infranto, Fabiola, L'amante di una notte, L'ora della verità, Grandi manovre, Margherita della notte, Racconti d'estate
- Dhia Cristiani in Incatenata, Il delitto non paga
- Rosetta Calavetta in La dolce pelle di Yvonne, Né onore né gloria
- Rina Morelli in I sette peccati capitali
- Maria Pia Di Meo in Il porto delle nebbie (riedizione 1959)
- Gabriella Genta in Vacanze d'inverno
- Anna Miserocchi in Il gatto, il topo, la paura e l'amore
- Flaminia Jandolo in Gli orgogliosi (ridoppiaggio)
- Vittoria Febbi in Stanno tutti bene

## Premi e riconoscimenti

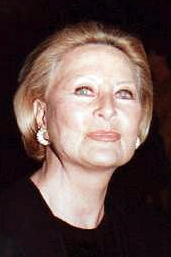
Michèle Morgan ai Premi César, 1995

- Festival di Cannes, miglior interpretazione femminile, 1946, per Sinfonia Pastorale
- Victoires du cinéma français, miglior attrice, 1950
- Victoires du cinéma français, miglior attrice, 1954
- Victoires du cinéma français, miglior attrice, 1955
- Premio César onorario, 1992
- Festival di Venezia, Leone d'oro alla carriera, 1996